# Donald Harvey
Donald Harvey (15 de abril de 1952 - 30 de marzo de 2017) fue un asesino en serie estadounidense. Afirmó haber asesinado a 87 personas, aunque las estimaciones oficiales indican que tiene entre 37 y 57 víctimas.
Harvey dijo que empezó matando para "aliviar el dolor" de los pacientes. A medida que pasaba el tiempo, comenzó a disfrutarlo más y más y se convirtió en un autodenominado "ángel de la muerte". Harvey estaba cumpliendo 28 cadenas perpetuas en la Institución Correccional de Toledo en Toledo, Ohio, habiéndose declarado culpable de cargos de asesinato para evitar la pena de muerte. Su número de recluso era A199449.
El 28 de marzo de 2017, las autoridades informaron que Harvey había sido encontrado en su celda severamente golpeado. Murió el 30 de marzo de 2017.

## Otros sitios web
- Donald Harvey en el Departamento de Rehabilitación y Corrección de Ohio
- Ángel de la Muerte: La Historia de Donald Harvey archivada de <crimelibrary>
- CBS NEWS Donald Harvey Encontrado Severamente Golpeado Mar. 29, 2017
- Un asesino en serie de'Ángel de la Muerte' muere tras un ataque en prisión

- Datos: Q2068960